# Lenka Reinerová

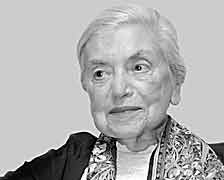
Lenka Reinerová (2003)

Lenka Reinerová, född 17 maj 1916 i Prag, Österrike-Ungern, död 27 juni 2008 i Prag, Tjeckien, var en tyskspråkig tjeckisk författare. Vid tidpunkten av sin död var hon den äldsta företrädaren för den tyska litterära traditionen i Prag. Till hennes umgängeskrets hörde under mellankrigstiden Egon Erwin Kisch, Max Brod och Franz Werfel. Hon förärades 2006 med den tyska statsorden Großes Bundesverdienstkreuz.
Reinerová var uppvuxen i en flerspråkig judisk familj i Prag. Hon flydde 1939 via Bukarest till Paris. Hon internerades senare av Vichyregimen och flydde sedan via Marocko till Mexiko. Där lärde hon känna konstnärsparet Frida Kahlo och Diego Rivera. Hon återvände 1945 till Europa, först till Belgrad. Hon flyttade 1948 tillbaka till Tjeckoslovakien.
Reinerová fick flera olika utmärkelser under sina sista år. Bland annat blev hon hedersmedborgare i Prag. Skådespelaren Angela Winkler läste i januari 2008 Reinerovás tal inför Förbundsdagen i Tyskland i samband med en minnesstund för förintelsens offer, eftersom hon själv inte kunde närvara av hälsoskäl.